# Albert Guyot
Albert Guyot, francoski dirkač, * 25. december 1881, Orléans, Francija, † 24. maj 1947, Neuilly-sur-Seine, Francija.
Albert Guyot se je rodil 25. decembra 1881 v francoskem mestu Orléans. Na dirkah za Veliko nagrado je prvič nastopil v sezoni 1907, ko je na dirki Kaiser Preis odstopil. Že na svoji drugi dirki Veliko nagrado Voituretta v naslednji sezoni 1908 pa je zdaj kot član tovarniškega moštva Automobiles Delage zmagal. V sezoni 1913 je na edini dirki najvišjega ranga Grandes Épreuves v sezoni za Veliko nagrado Francije osvojil peto mesto, na manjši dirki Grand Prix de France pa je osvojil drugo mesto. Po prvi svetovni vojni je v sezoni 1920 dosegel svojo drugo zmago na dirki za Veliko nagrado Korzike z dirkalnikom Bignan A. Svojo zadnjo zmago je dosegel na dirki za Veliko nagrado San Sebastiána v sezoni 1923 z dirkalnikom Rolland-Pilain A22, po dirki ACF Free For All Race v sezoni 1927, na kateri je bil le rezervni dirkač in ni štartal, se je upokojil kot dirkač. V svoji karieri je tudi petkrat nastopil na ameriški dirki Indianapolis 500, v letih 1913, 1914, 1919, 1921 in 1926. Najboljši rezultat je dosegel s tretjim mesto leta 1914, v letih 1913 in 1919 pa je bil četrti. Umrl je leta 1947 v mestu Neuilly-sur-Seine.